# Blachman
Blackman là một chương trình truyền hình Đan Mạch được khởi xưởng bới Thomas Blackman - người đồng thời là MC của chương trình này. Chương trình sau đó đã trở thành đối tượng bị chỉ trích dữ dội ở Đan Mạch bởi có chiều hướng sỉ nhục phái nữ khi đưa phụ nữ khỏa thân xuất hiện trên sóng truyền hình. Chương trình Blackman đã buộc phải dừng phát khi mới chỉ lên sóng được sáu tập do phản đối kịch liệt Có tổng cộng sáu tập phim trong một mùa phát sóng trên kênh DR2 trong năm 2013 với sáu khách mời khác nhau:
Tập 1. Tiểu thuyết gia Jan Sonnergaard (ngày 02 tháng 4 năm 2013)
Tập 2. Nhà thiết kế thời trang Erik Brandt (9 tháng 4 năm 2013)
Tập 3.  Nghệ sĩ trình diễn Henrik Vibskov (16 tháng 4 năm 2013)
Tập 4. Diễn viên hài Simon Jul  (ngày 23 tháng 4 năm 2013)
Tập 5.  Ca sĩ Shaka Loveless (30 tháng 4 năm 2013)
Tập 6. Nhà tâm lý học Sten Hegeler (ngày 07 tháng 5 năm 2013)

## Chủ đề

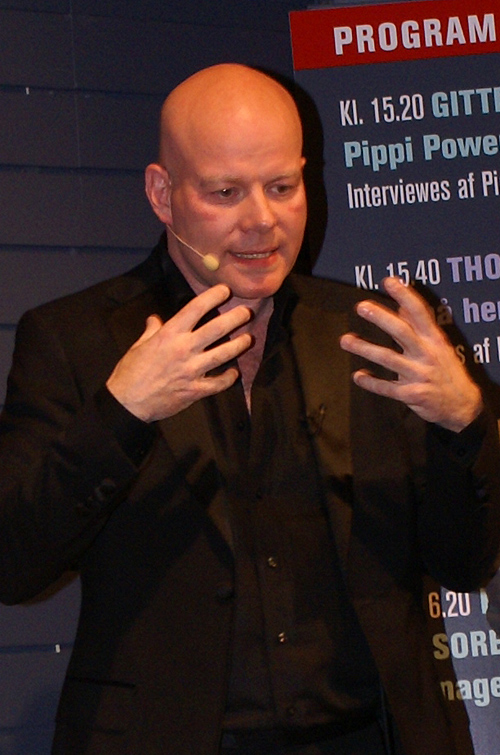
Người dẫn chương trình Thomas Blachman

Đây là chương trình đối thoại giữa Thomas Blackman và một khách mời nam giới cùng bình phẩm về cơ thể một người phụ nữ. Trong mỗi tập của chương trình, cô gái tham gia sẽ từ cánh gà bước ra vùng tối của trường quay và lột bỏ trang phục trước ghế băng nơi người dẫn chương trình Thomas Blachman và khách mời đang ngồi. Sau đó ánh sáng trung tâm sân khấu rọi trực diện vào thân thể trần truồng của cô và hai người đàn ông bắt đầu bình phẩm đánh giá về thân thể trần truồng của nhân vật nữ tham gia chương trình. Nhiệm vụ của nhân vậy nữ suốt chương trình chỉ cần im lặng và mỉm cười đứng trước ống kính.